# عاشق بی‌وفا
عاشق بی‌وفا یک فیلم درام صامت آمریکایی در سال ۱۹۲۸ به کارگردانی لارنس سی ویندوم است. هنرپیشگانی که در این فیلم به ایفای نقش پرداخته‌اند عبارتند از یوجین اوبراین، گلادیس هولت و ریموند هکت.

## هنرپیشگان
- یوجین اوبراین در نقش آستین کنت
- گلادیس هولت در نقش مری Callender
- ریموند هکت در نقش هری آیرس
- جین جنینگز در نقش خانم سیتون
- جیمز اس. بارت در نقش برت راجرز
- جورج دی کارلتون در نقش چارلز دانبار

## کتابشناسی - فهرست کتب
- مودن ، کنت وایت. کاتالوگ تصاویر متحرک مؤسسه فیلم آمریکایی تولید شده در ایالات متحده، قسمت ۱ . انتشارات دانشگاه کالیفرنیا، ۱۹۹۷